# Sennheiser

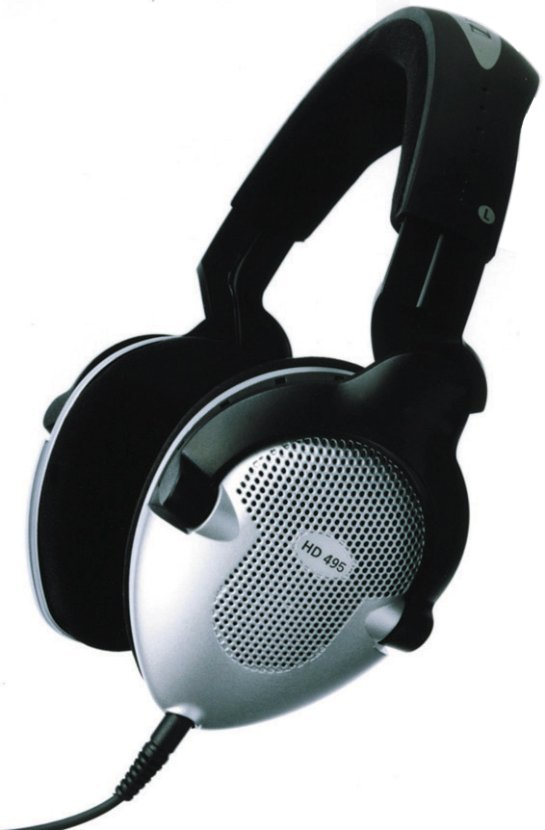
Sluchátka Hd495

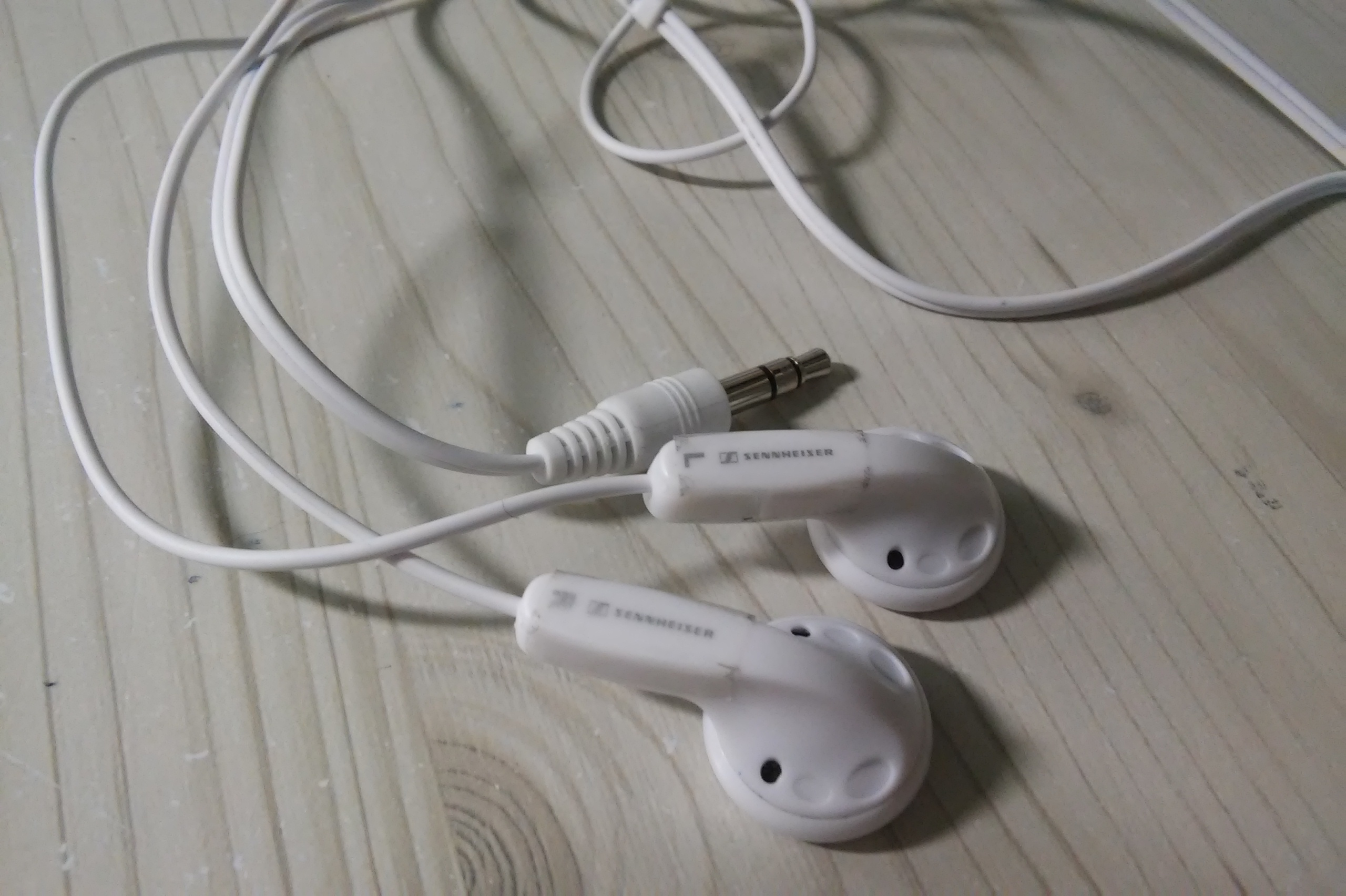
Sennheiser sluchátka MX400ii

Soukromá německá firma Sennheiser patří k významným producentům kvalitní audiotechniky. Byla založena v roce 1945 a specializuje se na sluchátka, mikrofony, bezdrátové systémy, konferenční a informační systémy a audiologické pomůcky. 

## Historie firmy Sennheiser
Firma Sennheiser vznikla roku 1945 jako Laboratorium Wennebostel (Labor W.). Zakladatelem se stal dr. Fritz Sennheiser, který měl zkušenosti z práce v Laboratořích pro Institut vysokých frekvencí a elektroakustiky technické univerzity v Hannoveru. Zaměřila se na elektronkové měřící přístroje a v brzké době rozšířila svou základní výrobu . Díky spokojenosti a úspěchu u odběratelů byl tým Sennheiseru požádán o výrobu kvalitního mikrofonu. Začal se vyrábět mikrofon DM 1. Další dva roky se inovoval a do oběhu se dostaly vylepšené mikrofony DM 2,3 a 4. Během dalších let se portfolio firmy velmi rozšířilo a snažila se zmenšovat své výrobky. Základní principy mikrofonů z padesátých let se využívají i v současnosti. Po zakladateli převzal vedení firmy jeho syn Jörg. 

## Důležité historické mezníky
- 1956 – první mikrofon „krátká puška“ MD 82 [2]
- 1957 – Objevil se první bezdrátový mikrofon od firmy Sennheiser a začal se využívat v televizi a rozhlase. [2]
- 1961 – Vznikl první telefonní záznamník na světě. [2]
- 1962 -  Na trhu se objevila chůvička Babysitter. [2]
- 1968 – První otevřená sluchátka HD 414 s ohromujícími čísly prodeje. [4]
- 1982 – Z vedení odešel zakladatel firmy dr. Fritz Sennheiser a jeho post převzal syn Jörg Sennheiser. [4]
- 1993 -  Sluchátka s infračerveným přenosem IS 850. [4]

## Produkty v nabídce společnosti Sennheiser

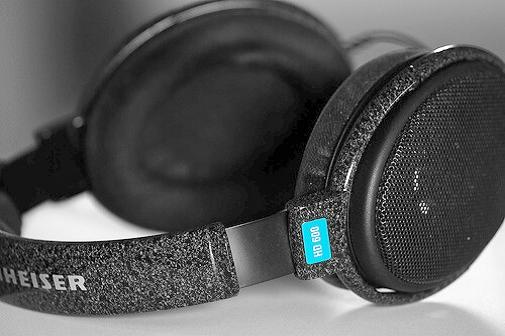
Sluchátka Hd600

- Sluchátka
- Mikrofony
- Hifi systémy
- Reproduktory
- Zesilovače

## Sennheiser sluchátka a hlavové sety

### High end
Dynamická stereo sluchátka s pokročilými technologiemi. Zajistí přirozený poslech – přesný a věrný zvuk. 
 

### Bezdrátová
Pokročilá bezdrátová technologie zajišťuje skvělý kvalitní přenos. Během poslouchání hudby, nebo mluveného slova, se můžete volně pohybovat. Nemusíte zůstávat jenom ve stejné místnosti, máte umožněno odejít i několik desítek metrů od vysílače. Překážet nebudou zdi ani stropy.
 

### Minisluchátka
Zahrnují druhy pro běžné a profesionální používání. Pasivně tlumí vnější zvuky a při stereo zvuku klade důraz na basy. Získáte nezkreslený a věrný zvuk.
 

### DJ & studio
DJ a studiová sluchátka jsou určena pro komunikování a poslech ve velmi hlučném prostředí.
 

### Sluchátka Girl & Lady
Řada určená dívkám a ženám se dále dělí na sluchátka pro dívky, pro ženy, k mobilům, na sportování a k počítači. V této řadě je dbáno i na estetický dojem. Jedná se o různé barevné varianty. K výhodám patří vysoké pasivní tlumení okolního hluku.
 

### Sennheiser Adidas
Sluchátka vznikají ve spolupráci firmy Sennheiser a Adidas. Sluchátka jsou speciálně vyvinuta pro sportovní využití a větší zátěž během každého počasí. Obsahují jedinečný systém proti vlhkosti. Zvuk je tedy maximálně chráněn před deštěm, vodou a potem.
 

### iPhone/iPod
Sluchátka v zajímavých designech pro stereo poslouchání, vyráběná speciálně pro iPod, iPad a iPhone. Součástí jsou dálková ovládání a mikrofony.
 

### Klasická
Klasická kabelová hi-fi sluchátka s optimální až vysokou zvukovou kvalitou. Dostatečně tlumí okolní zvuky a používají se především na MP3, ale také pro domácí hi-fi systémy a při poslechu z počítače nebo notebooku.
 

### Cestovní Noise Gard
Zahrnuje bezdrátová sluchátka a headsety. Noise Gard je označením pro technologii, která se stará o snižování vnějšího hluku. Poslech tedy není ničím rušený.
 

### Aviation – letecká sluchátka
Sluchátka pro používání v letectví. Jednotlivé druhy mají výraznou kvalitu přenosu zvuku, aby byla zajištěna čistá komunikace. Nechybí Peak-Level Protection, zajišťující ochranu sluchu proti akustickým špičkám ani audio vstupy pro externí zařízení. Řada obsahuje i druhy pro piloty turbovrtulových a vrtulových letadel i helikoptér.

## Sennheiser mikrofony
Mikrofony od firmy Sennheiser se vyrábí v několika druzích. V současnosti se jedná o: , 
- bezdrátové mikrofony
- klopové mikrofony v malých rozměrech pro živá vystoupení
- vokální mikrofony pro snímání hudebních nástrojů a zpěvu
- hlavové pro profesionální používání způsobem hands free
- studiové mikrofony pro sólisty i skupiny
- husí krky do stolních a podlahových stojanů, do průchodek a stolních instalačních konektorů
- průmyslové mikrofony pro používání v laboratořích, na místech s potenciálním výbušným prostředím a v agresivním prostředí
- kamerové mikrofony
- nástrojové mikrofony na ozvučení kytar, perkusí, bicích, dechové nástroje, klavíry a další hudební nástroje
- mikrofony pro televizi, film a reportáže
- velkomembránové mikrofony pro využití v hudebních studiích

S firmou Sennheiser spolupracují mnohé celebrity – Djová legenda Bob Sinclar, Sugababes, The Living End, The Material, Nicole Atkins, HIM a mnozí jiní umělci.